# Herrgårdsvillan

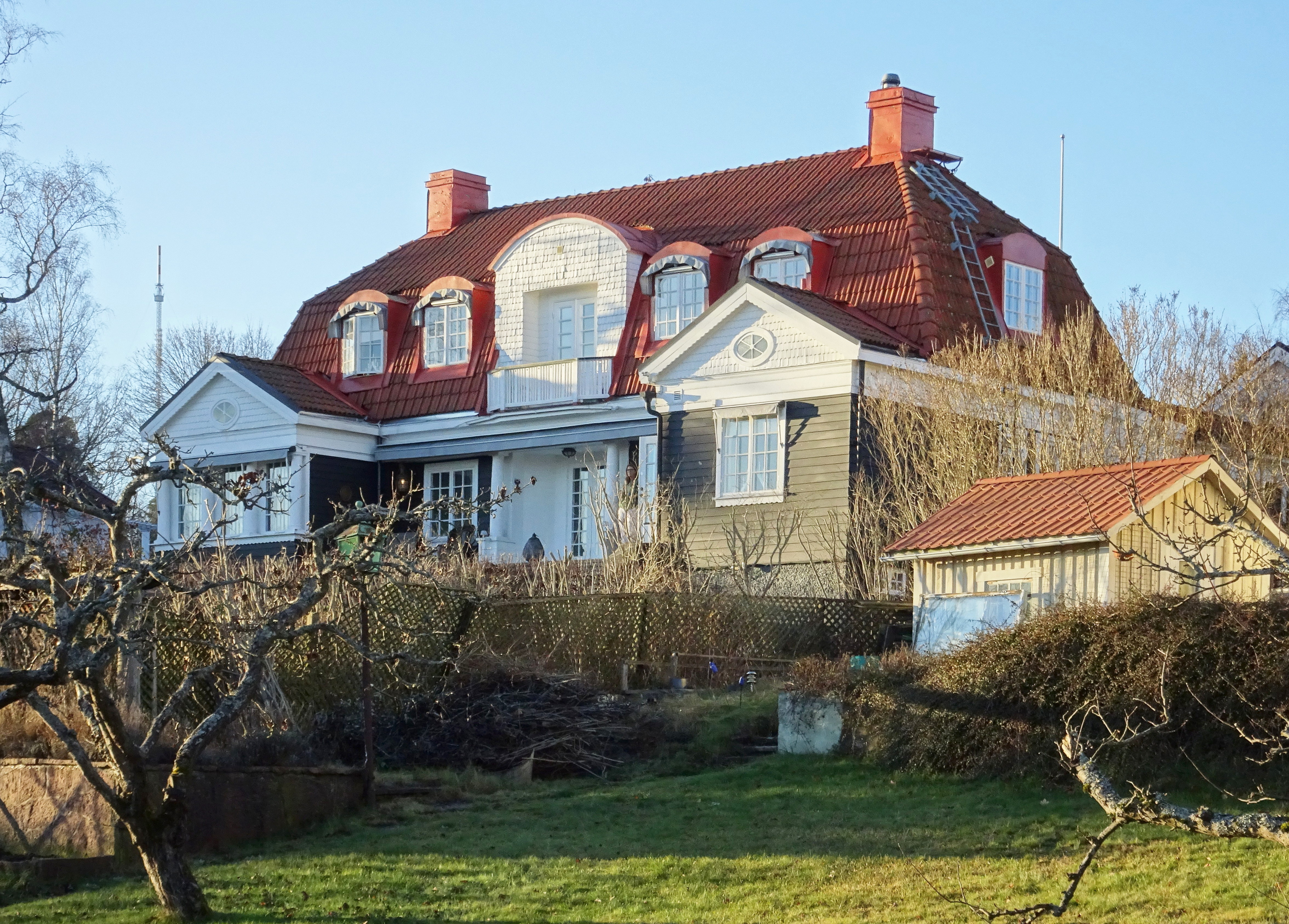
Herrgårdsvillan, fasad mot söder och trädgården, december 2021.

Herrgårdsvillan (tidigare namn Villa Vårgård) kallas en kulturhistoriskt värdefull byggnad vid Ringparken 3 i Saltsjö-Duvnäs i Nacka kommun. Byggnaden uppfördes 1910-1911 efter ritningar av arkitekt Carl Kempendahl som mönstervilla åt AB Saltsjö-Dufnäs Villatomter.

## Byggnadsbeskrivning

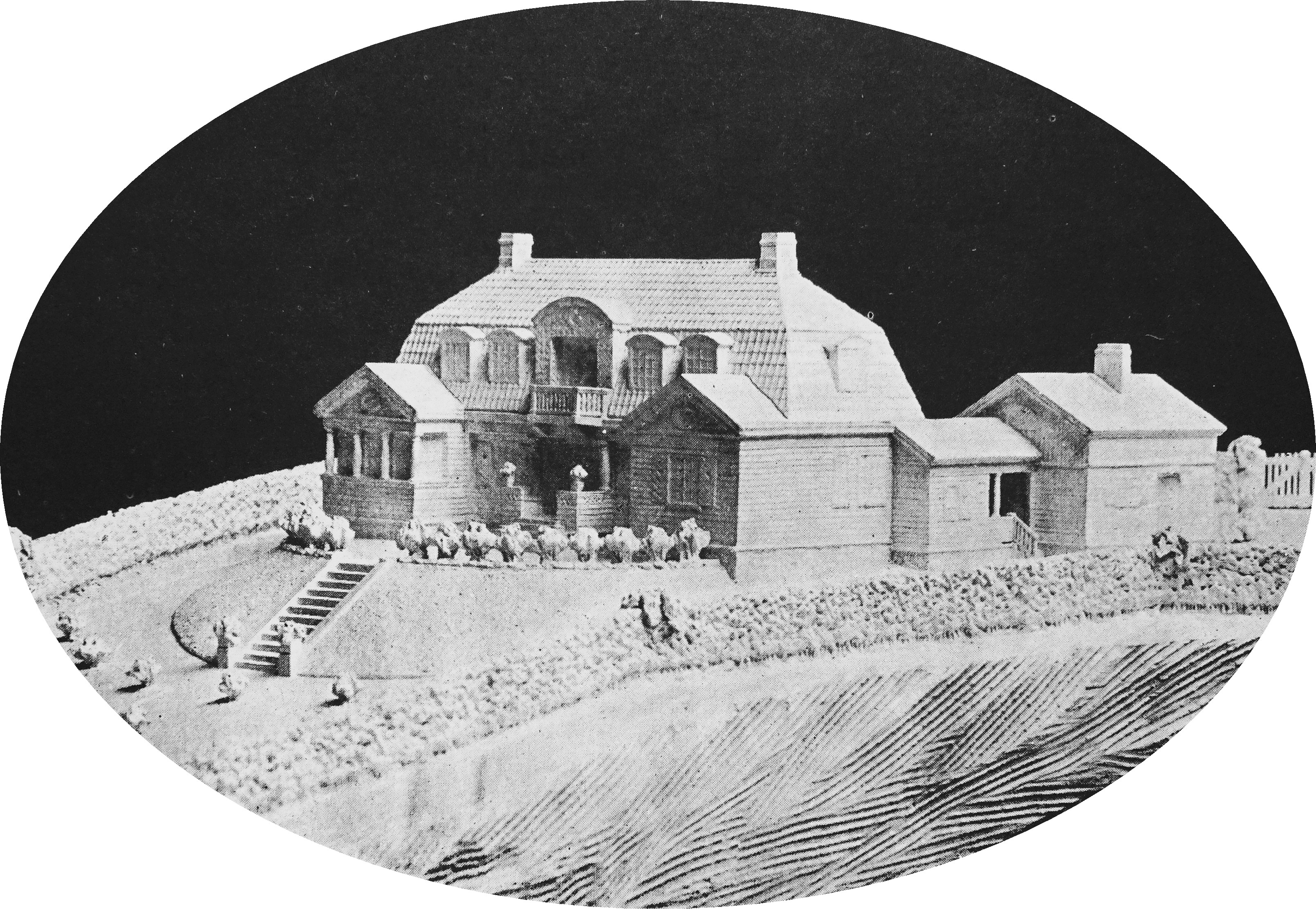
En tidig gipsmodell.

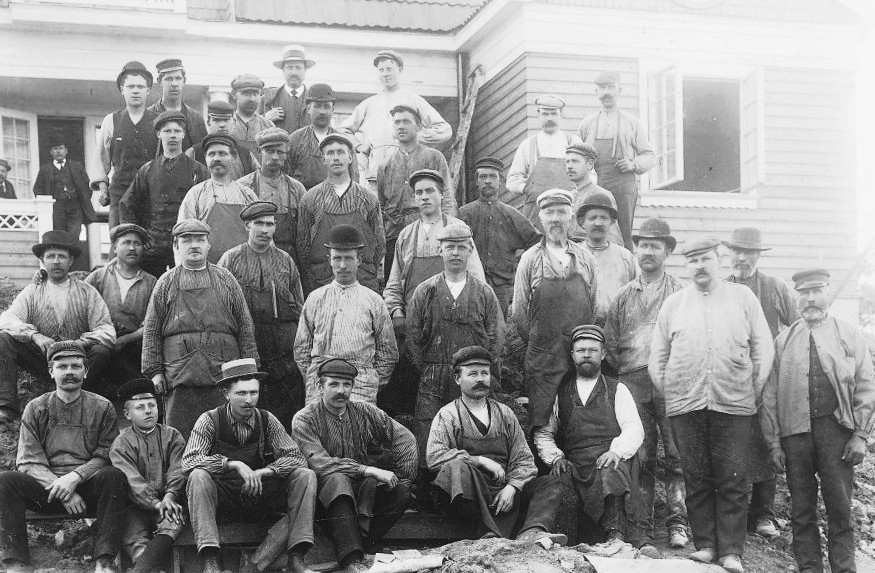
Byggarbetare vid villan, ca 1910.

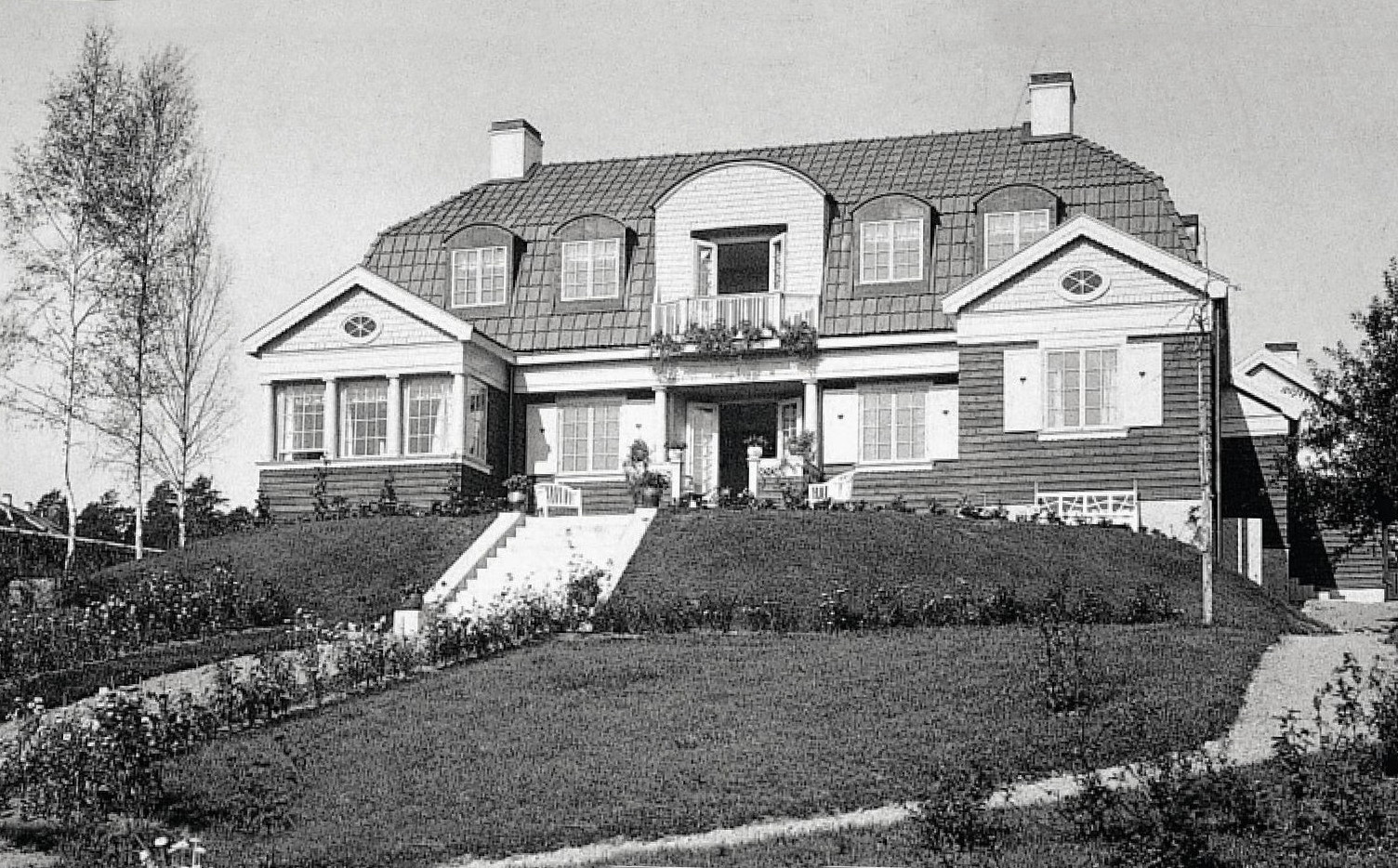
Herrgårdsvillan, gårdssidan 1911.

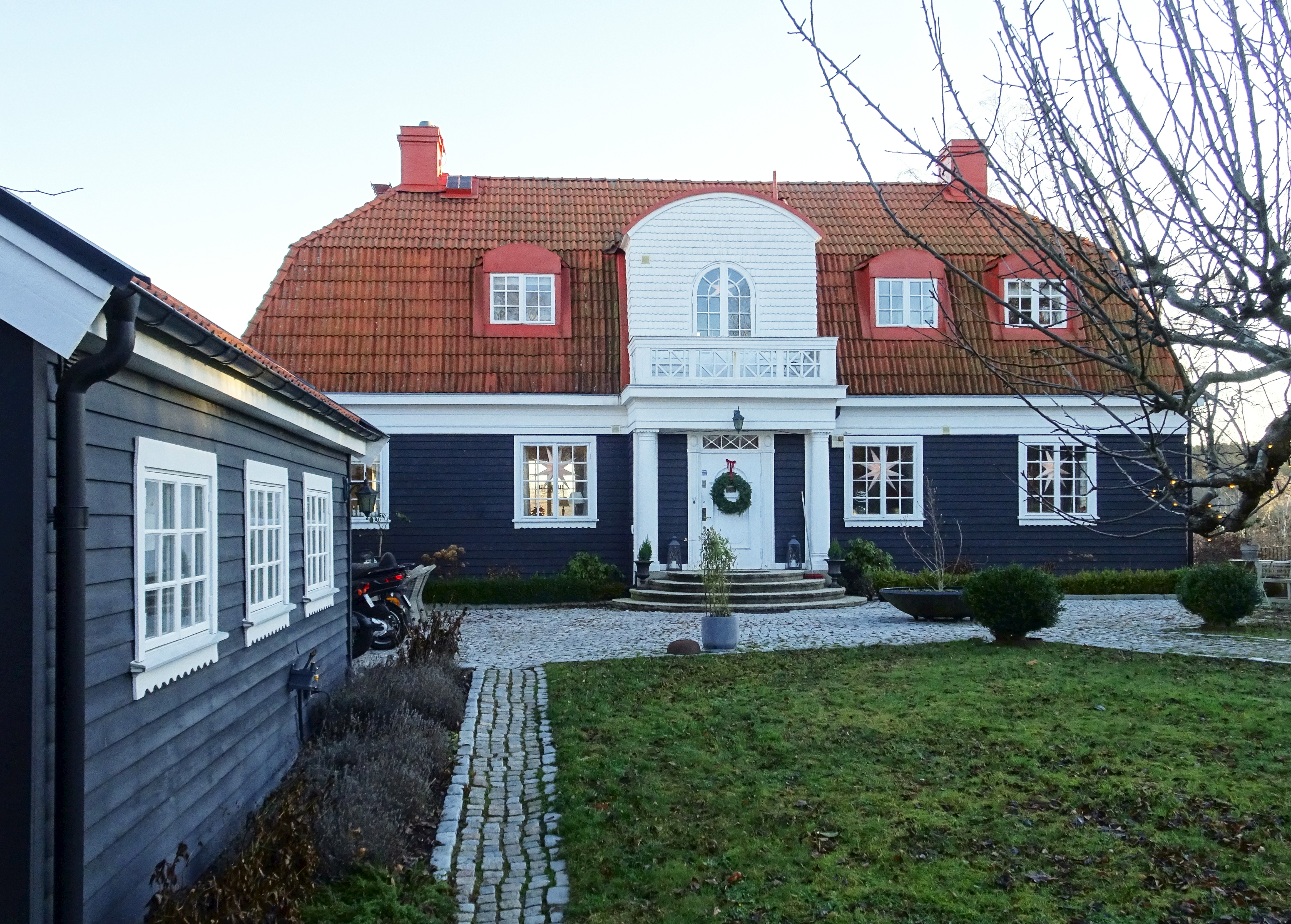
Herrgårdsvillan, entrésidan, 2021.

Arkitekt Carl Kempendahl knöts tidigt till det nybildade bolaget AB Saltsjö-Dufnäs Villatomter. Han ritade ett stort antal villor, bland annat sin egen (se Arkitektvillan), dels på uppdrag av privatpersoner och dels på spekulation för villabolaget. Han fungerade även som bolagets rådgivare och byggnadschef. Ett av Kempendahls första och troligen största uppdrag var att ta fram ritningar för en mönstervilla i herrgårdsstil. Den så kallade Herrgårdsvillan (ursprungligen benämnd  Villa Vårgård) vid Ringparken är resultatet av detta uppdrag. Det har uppgivits att Ferdinand Boberg skulle varit upphovsman dock sedan man funnit av Kempendahl signerade originalritningar vet man med säkerhet att Kempendahl var villan arkitekt.
Byggnaden uppfördes på två sammanslagna tomter som från Ringparken sluttar ner till dagens Skepparbacken. Det var tidigare betesmark utan några betydande naturvärden. Bebyggelsen består av en huvudbyggnad och en flygel (kallad ekonomihus) vid huvudentrén mot Ringparken. Huvudlängan har 1½ våningar under ett brutet, delvis valmat sadeltak som är täckt av tvåkupigt rött tegel. Övervåningen (vindsvåningen) ryms under det stora taket. 
På båda långfasaderna finns bågformade frontespiser vilka är klädda med vitmålad spån. Vid entrésidan finns en pelarburen altan i anslutning till frontespisen och mot trädgården i söder en balkong. På södra fasaden flankeras huvudbyggnaden av två mindre envåningsflyglar. Den västra har ett kolonnprydd fönsterparti på södra gaveln. Fasaderna är klädda med liggande träpanel på förvandring (lagda omlott), tidigare målade i brunsvart kulör, idag blåa.
Herrgårdsvillan skulle tilltala den välsituerade överklassen vilket återspeglar sig i husets planlösning. För familjens medlemmar fanns ett stort antal rum för bland annat gemensam samvaro och utrymmen för mer privat bruk, såsom herrummet, biblioteket, fruns rum, frökens rum och gossarnas rum. Dessutom fanns plats för representation. Av kök och personal skulle inte märkas så mycket, vilket i stadens borgerliga hem löstes genom separata kökstrappor. I Herrgårdsvillan lades jungfrukammaren, tvättstugan, strykrummet och liknande i en särskild flygelbyggnad (ekonomihuset) med separat ingång. 
Villan invigdes den 20 juni 1911 och nyttjades till en början av villabolaget. Enligt en samtida reklambroschyr var villan den dyraste varianten av villor som bolaget kunde erbjuda. Där hette det: "en magnifik herrgårdsvilla om 7 rum och kök, hall, värmeledning, badrum, WC m.m. jämte särskildt ekonomihus, tomt och ordnad trädgård säljes för 35 000 kronor". Det var mer än det dubbla som en standardvilla om 5 rum och kök betingade. Några fler mönstervillor av herrgårdstyp uppfördes inte. 1912 förvärvades villan av konsthistorikern Holger Nyblom. År 1915 beskrev han i tidskriften ”Svenska hem i Ord och Bilder” varför han flyttade till Duvnäs:
| ” | Hvad som jag själf, när jag flyttade till Dufnäs, mest drogs dit utaf, var den förening af gammal kultur och rik, obruten natur, som kännetecknar platsen och landskapet i dess närhet. Att så tätt invid en storstad finna vildskogen vid sidan af hundraårig trädgårds- och parkkultur, där gamla gårdar ligga inbäddade i skuggan af lindar och syrénhäckar och där det lifligt trafikerade vattnet omfattar en stor del af området, är något ganska enastående för ett villasamhälle. Redan långt innan det nuvarande bolaget öfvertog Dufnäs och af detta skapade ett modernt villasamhälle, svärmade jag för det. Det låg en alldeles särskild caché af gammaldags hemtrefnad och omväxlande naturskönhet öfver trakten, som tjusade och drog. | „ |